# 3920 Aubignan
3920 Aubignan eller 1948 WF är en asteroid i huvudbältet som korsar Mars omloppsbana. Den upptäcktes 28 november 1948 av den belgiske astronomen Sylvain Arend i Uccle. Den har fått sitt namn efter Aubignan, en by i sydöstra Frankrike.